# Eunidia coiffaiti
Eunidia coiffaiti is een keversoort uit de familie van de boktorren (Cerambycidae). De wetenschappelijke naam van de soort werd voor het eerst geldig gepubliceerd in 1977 door Breuning. De soort leeft vooral in het zuidoosten van het Afrikaans continent.